# Sahra Hausmann
Wenche Sahra Hausmann (* 6. Februar 1973 in Oslo, Norwegen) ist eine ehemalige norwegische Handballspielerin, die für die norwegische Nationalmannschaft auflief.

## Karriere

### Im Verein
Hausmann spielte anfangs für die norwegischen Vereine Nit-Hak Nittedal und Refstad-Veitvet IL. Anschließend schloss sich die Außenspielerin dem norwegischen Erstligisten Bækkelagets SK an. Mit Bækkelagets SK gewann sie zwei Mal die norwegische Meisterschaft, drei Mal den norwegischen Pokal sowie zwei Mal den Europapokal der Pokalsieger. Nachdem Hausmann ihre Karriere beendet hatte, lief sie im Jahr 2009 nochmals für den norwegischen Erstligisten Toten HK auf.

### In Auswahlmannschaften
Hausmann bestritt 22 Länderspiele für die norwegische Juniorinnennationalmannschaft, in denen sie 48 Treffer erzielte. Sie gab am 3. Februar 1993 ihr Länderspieldebüt für die norwegische A-Nationalmannschaft. Mit Norwegen belegte sie den vierten Platz bei den Olympischen Spielen 1996. Anschließend gewann sie die Silbermedaille bei der Europameisterschaft 1996, die Silbermedaille bei der Weltmeisterschaft 1997, die Goldmedaille bei der Europameisterschaft 1998 sowie die Goldmedaille bei der Weltmeisterschaft 1997.

## Sonstiges
Ihre Tochter Thea Kyvåg spielt Fußball.